# Амангалиев, Ибрагим Ажеевич
Ибрагим Ажеевич Амангалиев (каз. Ибрагим Әжейұлы Аманғалиев; 9 мая 1935, Новобогатинское, Западно-Казахстанская область, Казакская АССР, СССР — 2008) — казахстанский дипломат. Чрезвычайный и полномочный посол Республики Казахстан в Азербайджане (1993—1998). Заслуженный работник дипломатической службы Республики Казахстан (2003).

## Биография
Родился 9 мая 1935 году в селе Новобогатинское Западно-Казахстанской области (сейчас аул Хамита Ергали Атырауской области). Окончил Уфимский нефтяной институт (1959 год) и Высшую дипломатическую школу МИД СССР (1969 год).
Начал трудовую деятельность оператором по добыче нефти, помощником мастера, инженером НПО «Казахстаннефть» в Гурьевской области. В 1959—1966 годах был вторым секретарём Гурьевского обкома Ленинского коммунистического союза молодёжи Казахстана, ответственным организатором в Центральном комитете ВЛКСМ в Москве и секретарём Центрального комитета ЛКСМ Казахстана.
После окончания Высшей дипломатической школы МИД СССР в 1969 году работал вторым, первым секретарём посольства СССР в Индонезии, советником посольства СССР в Иране.
В 1981—1984 годах — инструктор отдела ЦК КПСС.
В 1984—1992 годах — советник посольства СССР в Алжире и в Индонезии.
С июня 1992 года работал в системе Министерства иностранных дел Республики Казахстан (МИД РК) начальником управления СНГ.
С июня 1993 года по 1998 год — чрезвычайный и полномочный посол Республики Казахстан в Азербайджанской Республике.
В 1998—2001 годах — посол по особым поручениям МИД РК.
С февраля 2001 года — на пенсии. В 2019 году на доме № 49 по улице Байсеитовой в Алматы, где Амангалиев жил в 1993—2008 годах, была установлена памятная доска.